# Farum Sogn
Farum Sogn er et sogn i Ballerup-Furesø Provsti (Helsingør Stift).

## Historie
I 1800-tallet var Værløse Sogn, der hørte til Smørum Herred i Københavns Amt, anneks til Farum Sogn, der hørte til Ølstykke Herred i Frederiksborg Amt. Trods annekteringen dannede hvert sogn sin egen sognekommune. Farum dannede ved kommunalreformen i 1970 Farum Kommune, der ved strukturreformen i 2007 indgik i Furesø Kommune sammen med Værløse Kommune.

## Kirker
Farum Kirke i den gamle landsby er fra 1130 og udbygget i 1300- og 1400-tallet. Stavnsholtkirken ved indkøbscentret Farum Bytorv er fra 1981 og tegnet af Johan Otto von Spreckelsen. Der er sognegård med mødefaciliteter i tilknytning til begge kirker. Ved Farum Kirke ligger Farum Kirkegårde.

## Medarbejdere
Farum Sogns menighedsråd har 15 medlemmer, og der er i sognet ansat 5 præster og 26 andre medarbejdere: kirkefunktionærer, organister, kirkesangere, kirkegårdsgartnere m.v.

## Stednavne
I Farum Sogn findes følgende autoriserede stednavne:
- Bregnerød (bebyggelse, ejerlav)
- Farum (bebyggelse, ejerlav)
- Farum Lillevang (bebyggelse)
- Farum Overdrev (bebyggelse)
- Farumgård (ejerlav, landbrugsejendom)
- Fiskebæk (bebyggelse)
- Krogvad (bebyggelse)
- Ravnsholt (areal, bebyggelse, ejerlav)
- Rolighed (bebyggelse)
- Stavnsholt (bebyggelse, ejerlav)
- Stavnsholt Overdrev (bebyggelse)
- Tivoli (bebyggelse)